# Ɛ̃̀
Ɛ̃̀ (minuscule : ɛ̃̀), appelé epsilon tilde accent grave, est une lettre latine utilisée dans l’orthographe standardisée des langues du Congo-Kinshasa dont le ngbaka minangende, dans l’écriture du bassa (langue krou), du bwamu laa, du lyélé et du puguli au Burkina Faso ou dans l’écriture du pame du Nord au Mexique.
Elle est formée de la lettre epsilon avec un tilde suscrit et un accent grave.

## Utilisation
En ngbaka minangende, le ‹ ɛ̃̀ › est utilisé dans les ouvrages linguistiques pour représenter la voyelle /ɛ/ nasalisée avec un ton bas ; la nasalisation est indiquée à l’aide du tilde, et le ton est indiqué à l’aide de l’accent grave. Dans l’orthographe, le ton est habituellement indiqué uniquement lorsqu’il y a ambigüité.

## Représentations informatiques
L’epsilon tilde accent grave peut être représenté avec les caractères Unicode suivants : 
- décomposé (supplément latin-1, alphabet phonétique international, diacritiques) :

| formes    | représentations | chaînes de caractères | points de code       | descriptions                                                                |
| --------- | --------------- | --------------------- | -------------------- | --------------------------------------------------------------------------- |
| capitale  | Ɛ̃̀               | Ɛ◌̃◌̀                   | U+0190 U+0303 U+0300 | lettre majuscule latine e ouvert diacritique tilde diacritique accent grave |
| minuscule | ɛ̃̀               | ɛ◌̃◌̀                   | U+025B U+0303 U+0300 | lettre minuscule latine epsilon diacritique tilde diacritique accent grave  |